# Iván García (friidrottare)
Iván García, född den 29 februari 1972, är en kubansk före detta friidrottare som tävlade i kortdistanslöpning.
Garcías genombrott kom när han vid inomhus-VM 1993 slutade fyra på 200 meter. Han var även i final vid VM 1995 och slutade då åtta på 200 meter. 
Han deltog även vid Olympiska sommarspelen 1996 där han slutade sexa på 200 meter på tiden 20,21. Vid inomhus-VM 1997 blev han silvermedaljör efter Kevin Little från USA, denna gång på tiden 20,46. Även vid utomhus-VM 1997 var han i final och denna gång slutade han fyra på tiden 20,31.
Vid VM 1999 blev han utslagen redan i semifinalen och vid Olympiska sommarspelen 2000 ingick han i det kubanska stafettlaget på 4 x 100 meter som blev bronsmedaljörer. 

## Personligt rekord
- 200 meter - 20,17